# La rueda del tiempo (documental)
La rueda del tiempo (en inglés Wheel of Time) es un documental de 2003 del escritor y director alemán Werner Herzog. Trata sobre un importante rito de iniciación en el budismo tibetano, llamada Kalachakra, que consiste en un conjunto de oraciones, enseñanzas y rituales que giran en torno a la creación de un mandala de arena de colores, que se destruye al final del rito.

## Temática y desarrollo
La película documenta tres situaciones diferentes, todas ocurridas en 2002. La primera en India, la segunda en Tíbet y la tercera en Austria.
En enero, el ritual de Kalachakra se lleva a cabo en el templo de Mahabodhi en Bodh Gaya, en el norte de la India. Este es el lugar sagrado donde, según la tradición, hace unos 2.500 años Siddhartha alcanzó la iluminación y el final de su búsqueda, transformándose en Buda. Cerca de 500.000 peregrinos se reúnen aquí, entre ellos una gran cantidad de monjes, y participan en esta celebración que dura de diez días con sus respectivas noches. En la construcción del mandala no puede intervenir, como se ha previsto, el Dalái lama a causa de una enfermedad. Después de unos días comunica a los fieles que por razones de salud no podrá presidir ni asistir a los otros rituales, que serán en gran parte anulados.
La segunda se desarrolla en el monte Kailāsh, en el Tíbet, que budistas e hinduistas consideran sagrado. En mayo, cientos de peregrinos vienen a este lugar en condiciones incómodas, con equipos improvisados y a pie, a menudo con poca comida y sin tiendas de campaña para dormir, a pesar de las severas condiciones atmosféricas. Cada año fallecen algunos de los peregrinos que llegan desde las tierras bajas de la India, mal preparados para recorrer los 52 km. que componen el circuito en
dichas condiciones de altura y frío.
En octubre el ritual del Kalachakra se desarrolla en la ciudad austríaca de Graz, donde hay una pequeña y activa comunidad budista. El ritual ocurre en una sala de conferencias, a la que asisten cientos de fieles y monjes de Occidente. Esta vez, el Dalái lama obra sin problemas y realiza  todos los rituales. En esta sección se entrevista a Takna Jigme Zangpo, un hombre que pasó más de siete lustros en prisión debido a su apoyo político para el Tíbet, territorio ocupado desde 1950.